# Pierre Saviste
Pierre Saviste est un écrivain français de fantasy né en 1958 à Tourcoing. Il admire Jacques Brel depuis son adolescence, qu'il a passée dans la région lilloise.

## Biographie

### Les débuts
Son envie d'écrire commença en 1977, mais il ne la réalisa que bien plus tard. C'est en cette année qu'il découvrit le jeu de rôle. Il devint, par la suite, meneur de jeu, il se mit à créer ses propres scénarios. Alors qu'il séjournait à l'étranger, une certaine année de 1999, il entreprit l'écriture d'une nouvelle. Au fil du temps, elle s'étoffa. Pierre Saviste y ajouta des chapitres et, peu à peu, une histoire s'esquissa. Les Chroniques Perdues des Ombres Amères naquirent. Après de nombreuses corrections, Ombramère vit le jour.

### L'édition
En l'an 2002, Pierre Saviste envoya son manuscrit aux éditions Mnémos. Il fut retenu et le premier livre de la série, Les Héritiers de Ghern Arg, sortit cette même année. Les deux suivants sortirent courant 2003 (La Marque des Primans et Le Chemin des Larmes) et le quatrième et dernier tome, en 2004. Le chemin suivit fut tortueux. Au début, 3 tomes étaient prévus, puis 5, et finalement, il n'y en eut que 4, mais la place manquait et Pierre Saviste fut contraint de réduire considérablement la taille de son manuscrit.

### Les projets
Pierre Saviste a déclaré vers le milieu de l'année 2008 dans un quotidien régional qu'il s'était remis à écrire et que son prochain livre serait toujours édité chez Mnémos. Plus récemment, son éditeur a annoncé sur son site la sortie de son prochain roman, Le Marcheur sans rune courant octobre 2008.

## Quelques particularités du style d'écriture
Pierre Saviste utilise un style bien particulier. À la lecture de son œuvre, de nombreux néologismes apparaissent. Un lexique à donc été mis en place, malgré le faible nombre de phrases et de mots écrit en une langue imaginaire. Cependant, sur son site personnel, Pierre Saviste a rédigé une encyclopédie plutôt complète sur son œuvre.
Les néologismes
Cet aspect du style d'écriture de Pierre Saviste pourrait apparaitre anecdotique, mais, en raison de la fréquence répétée de ces néologismes, il s'inscrit comme l'une des pierres fondamentales de l'écriture de Pierre Saviste. Ils apportent une telle richesse et un tel réalisme à l'univers créé par l'auteur que cela en devient indispensable. Toutefois, certaines critiques déplorent le fait qu'ils soient trop souvent employés. Malgré cela, les lecteurs en apprécient tout de même en général la présence.
La pluralité des personnages
Comme la plupart des œuvres de fantasy, Pierre Saviste met en scène de nombreux personnages dans son œuvre. Seulement, malgré une même quête finale, les personnages ne commencent pas tous leur quête au même endroit. Ainsi, l'on suit la progression de ces différents groupes de personnages pas à pas, sautant de l'un à l'autre. Apportant une dimension complexe aux livres, cela apporte en surcroit un réel plaisir lorsque l'on voit les histoires se croiser.

### Sites
- Site des Editions Mnémos

### Interviews
- Interview par ActuSF
- Interview par Fantastinet

### Autres
- Page dédiée à Pierre Saviste sur le Site des Editions Mnémos
- Ressources relatives à la littérature :   - Internet Speculative Fiction Database
  - NooSFere
- Notices d'autorité :   - VIAF
  - ISNI
  - BnF (données)
  - IdRef
  - LCCN
  - WorldCat